# Липихинское сельское поселение
Липихинское се́льское поселе́ние — муниципальное образование в Упоровском районе Тюменской области Российской Федерации.
Административный центр — село Липиха.

## История
Статус и границы сельского поселения установлены Законом Тюменской области от 5 ноября 2004 года № 263 «Об установлении границ муниципальных образований Тюменской области и наделении их статусом муниципального района, городского округа и сельского поселения».

## Население
| 2010 | 2011 | 2012 | 2013 | 2014 | 2015 | 2016 |
| ---- | ---- | ---- | ---- | ---- | ---- | ---- |
| 471  | →471 | ↘455 | ↘441 | ↘436 | ↘429 | ↗431 |
| 2017 | 2018 | 2019 | 2020 | 2021 |      |      |
| ↘418 | ↘414 | ↘401 | ↘393 | ↘344 |      |      |

## Состав сельского поселения
| № | Населённый пункт | Тип населённого пункта       | Население |
| - | ---------------- | ---------------------------- | --------- |
| 1 | Липиха           | село, административный центр | ↘344      |